# Bentley 6½ L
Bentley 6½ Litre или Bentley 6,5 Litre — спортивный автомобиль, разработанный британским автопроизводителем Bentley Motors во второй половине 1920-х годов. Впервые автомобиль с двигателем объёмом 6,5 литра представлен Bentley в 1926 году, созданный для удовлетворения спроса на большие шасси и более роскошный кузов, чем у предыдущей версии.

## История создания
Понимая, что в сравнении с последними разработками Rolls-Royce Bentley уступает в производительности, Уолтер Оуэн Бентли увеличил отверстие его шестицилиндрового двигателя от 80 мм (3,1 дюйма) до 100 мм (3,9 дюйма). С 140 мм (5,5 дюйма) ходом поршня, двигатель имел литраж 6,6 л (6597 см3) и 180—200 лошадиных силы, при этом позволял развить скорость до 100 миль/ч.

## Основные характеристики
В этой модели устанавливался 6 ½-литровый шестицилиндровый мотор, с верхним распределительным валом и четырьмя клапанами и двумя свечами зажигания на цилиндр.
Как и 4-цилиндровый двигатель, 6-цилиндровый двигатель Бентли включает верхний распределительный вал, 4 клапана на цилиндр и цельный блок двигателя и головку цилиндра из литого железа, которые устранили необходимость прокладки головки.
В базовой комплектации с 5-жиклёрным карбюратором, двойным магнето и коэффициентом сжатия 4,4 : 1, Bentley 6½ L достигал 147 л. с. (110 кВт) при 3500 оборотах в минуту.
Основанное на 3-литровом двигателе, но попавшее под влияние Rolls-Royce Phantom I, шасси Bentley 6½ L было представлено в трёх вариантах, варьировавшее от 132 дюймов до 152,5 дюйма (от 3 353 до 3 874 мм), при этом наибольшую  нишу занимала колесная база в 150 дюймов; 6½-литровый двигатель имел и множество других улучшений. Конусообразное сцепление заменено конструкцией сухого сцепления, которое включало тормоз сцепления для быстрой смены передач, автомобиль имел усилитель и барабанные тормоза на всех четырёх колёсах. При работе с запатентованным компенсирующим устройством водитель мог регулировать все четыре тормоза для коррекции износа, пока машина двигалась, что было особенно выгодно во время гонок.
Всего было выпущено 544 Bentley с 6,5-литровыми двигателями.
Автомобиль имеет отсеки для крепления запасных частей с двух сторон и складную крышу.